# Windows (film 1980)
Windows  è un film del 1980 diretto da Gordon Willis.

## Trama
Una donna omicida a New York spia la sua timida vicina con un telescopio e un registratore e la spaventa da un bruto che brandisce un coltello.